# Casino de Cartagena
El Casino de Cartagena és una institució de caràcter privat constituïda a mitjans del segle xix a la ciutat de Cartagena (Murcia), Espanya. A semblança dels casinos i cercles culturals que van proliferar en aquells anys.
Integrat tradicionalment per socis de la denominada bona societat, s'ha obert en les últimes dècades a incorporacions de persones de tots els nivells socials interessats en activitats culturals i recreatives.
El Casino de Cartagena desenvolupa periòdicament programes d'activitats per als seus socis, tals com a conferències, concerts, exposicions, així com unes altres de caràcter més recreatiu, com a jocs de taula, billar, o esgrima. Part d'aquestes activitats s'ofereixen obertes al públic en general.
Des de pocs anys després de la seva fundació el Casino de Cartagena va establir la seva seu, primer com a arrendatari, i després com a propietari, en l'antic palau del segle xviii del Marquès de Casa Tilly, Francisco Javier Everardo-Tilly que va ser reformat a la fi del segle xix per a l'adequació a les seves activitats.
El palau havia quedat abandonat per la Marquesa de Casa Tilly en 1808, després de l'assassinat del seu espòs el general Francisco de Borja i Poyo, marquès de Camachos i Casa Tilly, acusat d'afrancesat, al juny d'aquest any, a les mans de patriotes revoltats contra el francès, que el van arrossegar des de la seva casa fins a la porta de l'Arsenal Militar de Cartagena, on, davant la passivitat de la guàrdia, va ser acoltellat fins a la seva mort.

## Descripció
La reforma del palau la va realitzar l'arquitecte José Ramón Berenguer, encara que només es conserva un projecte de la reforma de la façana del citat palau signat per l'arquitecte Francisco de Paula Oliver datat l'any 1896, en el qual es plantejava l'actual estructura de ferro i revestiment de la façana en fusta de la planta baixa i entresòl. En els pisos superiors, tots els elements ornamentals estan elaborats en zinc. L'execució de la reforma, amb la clara empremta de la seva personalitat, va correspondre a l'arquitecte Victor Beltrí, autor de gran part de les obres modernistes de reconstrucció de Cartagena, en els primers anys del segle xx, després de la destrucció produïda durant la Revolució Cantonal.
A l'interior s'intueix l'estructura originària del palau del segle xviii gràcies a la distribució de l'edifici entorn d'un pati de columnes i a l'escala imperial situada en un lateral. Aquest pati, cobert en l'actualitat per una lluerna organitza la distribució dels espais. El vestíbul posseeix taulells sevillans amb medallons en els quals es representen personatges del Segle d'Or. El conjunt posseeix un estil castellà d'acord amb les tendències historicistes neoplateresques de l'època. Les columnes de marbre es deuen a l'arquitecte Víctor Beltrí. En la mateixa planta baixa se situa un Saló d'Actes, una sala de lectura, popularment coneguda com la peixera, la cafeteria i el restaurant, aquests últims d'accés públic.
La caixa de l'escala està decorada per Ramon Estimaré.
A través de l'escala s'accedeix a diversos espais representatius i d'oci, com la Sala de Juntes i Sala de Jocs, en l'entreplanta, Sala de Billars, Sala de Miralls, Saló de Dracs (així anomenat pel decorat dels seus sostres), Saló de Tresillo -o Saló Principal-, Saló de Xemeneia i Sala d'Esgrima, en la planta principal.
A la segona planta s'accedeix per una escala secundària en fusta amb barana de forja. En aquesta planta es troba una biblioteca, tant pels mobles i la decoració com pels seus fons.
El Palau de Casa Tilly, al carrer Major, 13, de Cartagena, està declarat Bé d'Interès Cultural per la Regió de Múrcia.